# Kaser
Kaser és una població dels Estats Units a l'estat de Nova York. Segons el cens del 2000 tenia 3.316 habitants.

## Demografia
Segons el cens del 2000, Kaser tenia 3.316 habitants, 647 habitatges, i 617 famílies. La densitat de població era de 7.531,3 habitants/km².
Dels 647 habitatges en un 79,1% hi vivien nens de menys de 18 anys, en un 90,9% hi vivien parelles casades, en un 3,7% dones solteres, i en un 4,5% no eren unitats familiars. En el 3,2% dels habitatges hi vivien persones soles l'1,9% de les quals corresponia a persones de 65 anys o més que vivien soles. El nombre mitjà de persones vivint en cada habitatge era de 4,89 i el nombre mitjà de persones que vivien en cada família era de 5,04.
Per edats la població es repartia de la següent manera: un 53,4% tenia menys de 18 anys, un 18,2% entre 18 i 24, un 16,8% entre 25 i 44, un 6,2% de 45 a 60 i un 5,4% 65 anys o més.
L'edat mediana era de 16 anys. Per cada 100 dones de 18 o més anys hi havia 93,7 homes.
La renda mediana per habitatge era de 13.125 $ i la renda mediana per família de 13.191 $. Els homes tenien una renda mediana de 20.500 $ mentre que les dones 19.792 $. La renda per capita de la població era de 5.147 $. Entorn del 65% de les famílies i el 66,4% de la població estaven per davall del llindar de pobresa.